# Piazza della Vittoria (Empoli)
Piazza della Vittoria è una piazza di Empoli, cittadina a 20 km da Firenze.
La piazza si apre appena fuori l'antico perimetro delle mura cinquecentesche, dove sorgeva Porta Fiorentina, risultando essere uno dei principali punti di aggregazione sociale di Empoli.

## Storia
La piazza fu inaugurata con il nome di piazza Vittorio Emanuele.
Nel 1925 fu collocata una statua bronzea, realizzata da Dario Manetti e Carlo Rivalta della dea Vittoria che la domina da un alto basamento in travertino di Siena lavorato a rilievo. Il monumento venne eretto in memoria dei soldati caduti durante la prima guerra mondiale.
La piazza Vittorio Emanuele fu così chiamata, informalmente, "piazza della Vittoria" dagli empolesi; assunse il nome attuale in modo ufficiale solo nel 1943.
Precedentemente fu detta piazza San Carlo e prima ancora piazza del bestiame, per il mercato che vi si teneva, ma anche Campaccio in quanto era il luogo preposto per le esecuzioni capitali in epoca rinascimentale.
Era caratterizzata dalla presenza di cedri dell'Atlante e lecci, mentre il piano era ricoperto da ghiaia bianca. Negli ultimi anni è stata interessata da opere di restyling che l'hanno trasformata notevolmente rispetto alla sua originaria struttura.
Recentemente la fontana (detta anche "vasca") posta alle spalle della statua, che ormai da anni era guasta, è stata rimpiazzata con un giardino. Con i muretti che delimitavano la fontana sono state fatte delle panchine lungo il perimetro del prato.

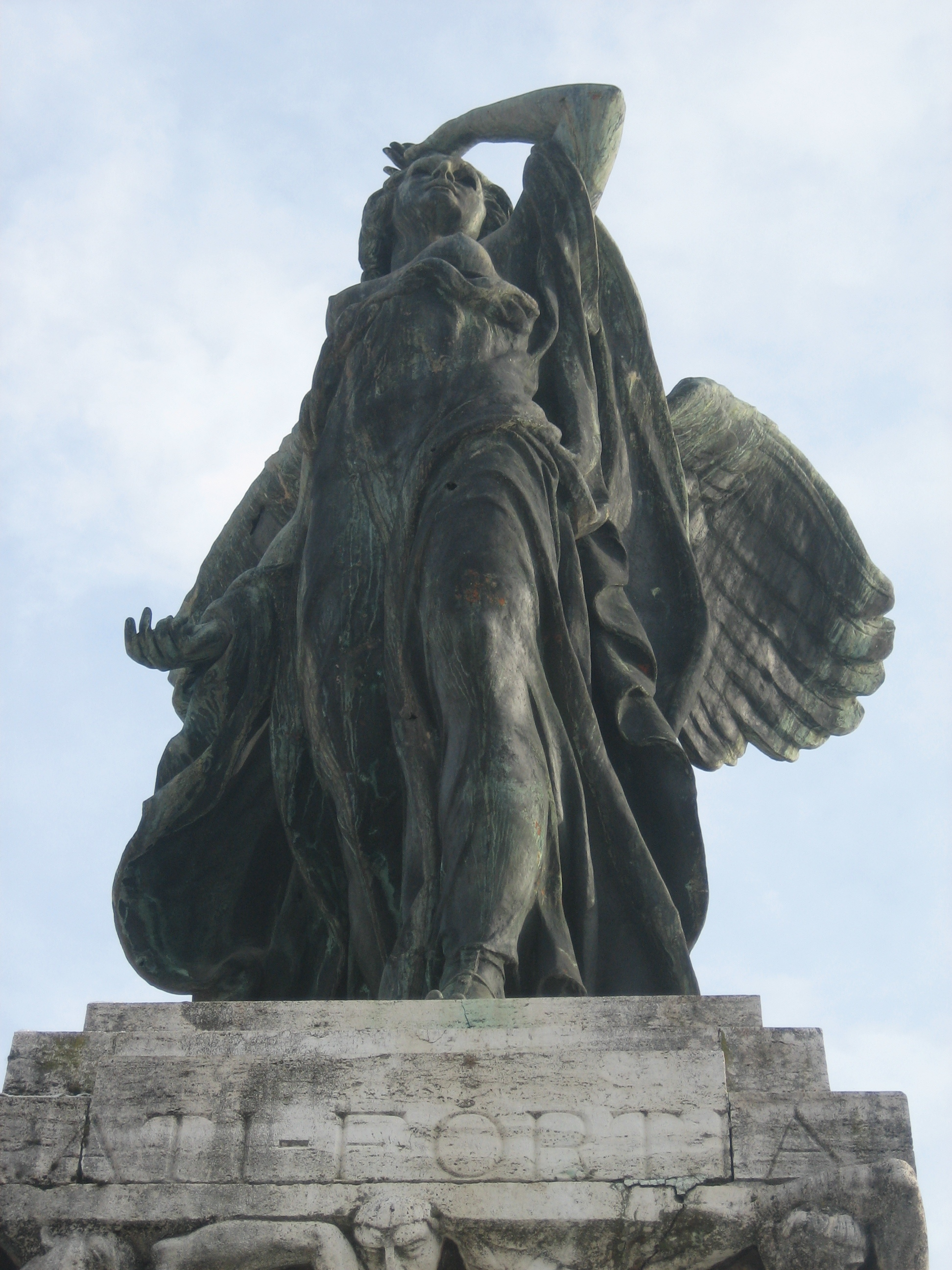
La statua in bronzo della dea Vittoria (1925)

## Edifici
La piazza ha una struttura pressoché quadrangolare e vi si affacciano oltre a numerosi esercizi commerciali, la Chiesa della Madonna del Pozzo e la casa natale di Ferruccio Busoni.

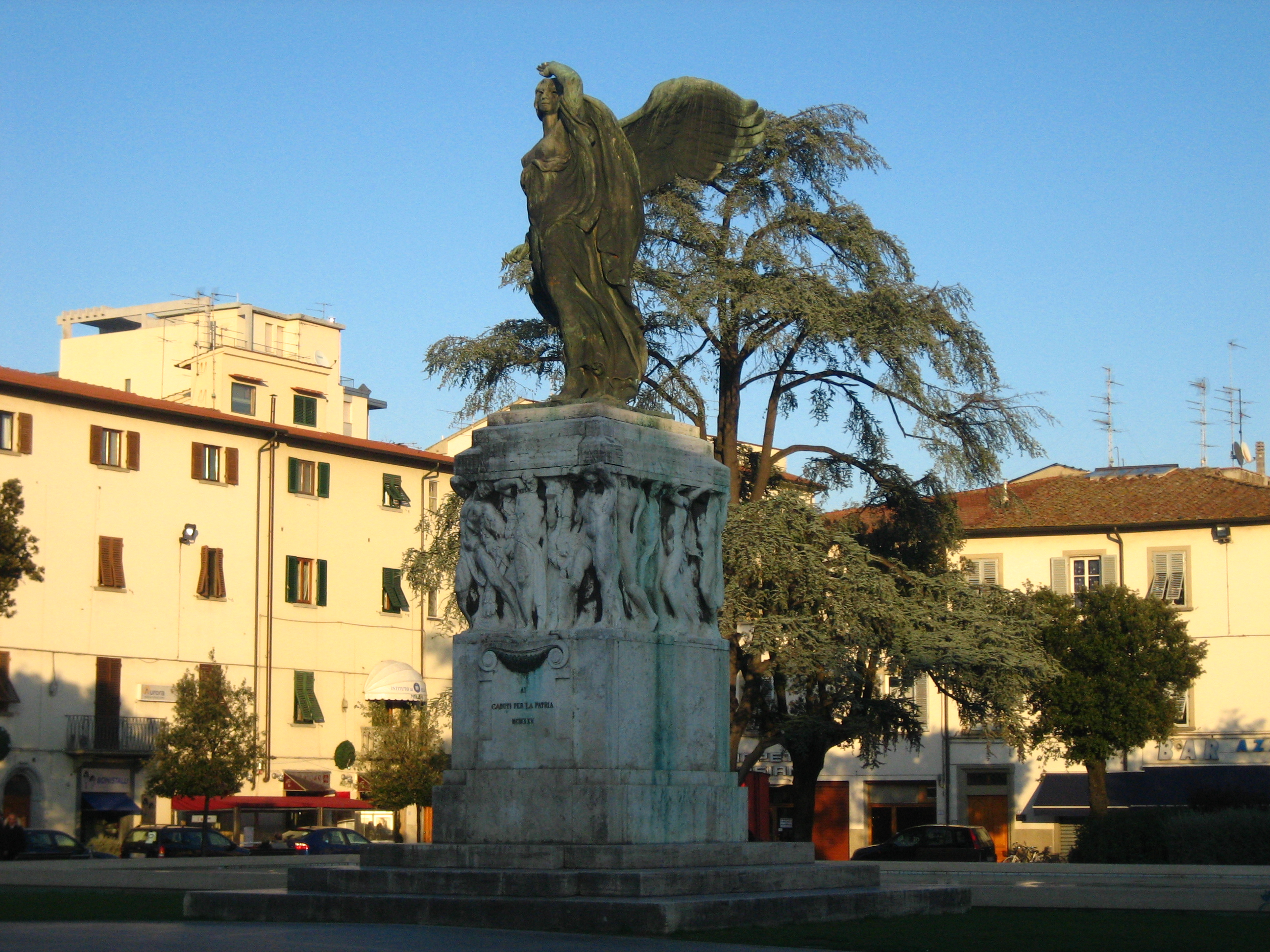
Piazza della Vittoria e il monumento di Dario Manetti e Carlo Rivalta